# Ruggero Deodato
Pour les articles homonymes, voir Deodato.
Ruggero Deodato est un réalisateur et scénariste italien né le 7 mai 1939 à Potenza et mort le 29 décembre 2022 à Rome (Latium).
D'abord réalisateur de comédies, il s'impose en réalisant des films d'horreur, notamment des films de cannibales. Il se fait connaître pour la violence extrême mise en scène dans ces films, ce qui lui vaut de nombreux problèmes avec la censure et le surnom de « Monsieur Cannibale ».
Cannibal Holocaust, son film le plus célèbre, est considéré comme l'un des plus effrayants et controversés de l'histoire du cinéma, pour lequel Deodato s'est même retrouvé devant les tribunaux. Parallèlement à sa carrière cinématographique, il a également travaillé pour la télévision, réalisant quelques séries télévisées ainsi que de nombreuses publicités.

## Biographie

### Débuts
Ruggero Deodato naît le 7 mai 1939 à Potenza, chef-lieu de la province de Lucanie (actuelle Basilicate), et émigre à l'âge de quatorze ans avec sa famille à Rome. Ils habitent le quartier de Parioli, l'un des plus réputés de la capitale où vivent de nombreuses personnalités du cinéma. Il commence rapidement à établir des premiers contacts avec certaines d'entre elles.
Il entre dans le monde du cinéma comme figurant dans les films Destinazione Piovarolo (1955) et Il coraggio (1955) de Domenico Paolella ou I ragazzi dei Parioli (1959) de Sergio Corbucci, mais il choisit rapidement la voie de la réalisation. « J'ai fait plusieurs petits films pendant un an ou deux, puis on m'a appelé pour auditionner pour Federico Fellini, mais de seize à dix-huit ans. J'avais changé, j'avais des lunettes, j'étais moche. Fellini ne m'a pas pris. Je ne pensais plus à être un acteur ».
C'est Roberto Rossellini qui lui donne l'occasion de devenir son assistant réalisateur sur plusieurs films tels que Le Général Della Rovere (1959) et Viva l'Italia (1961).

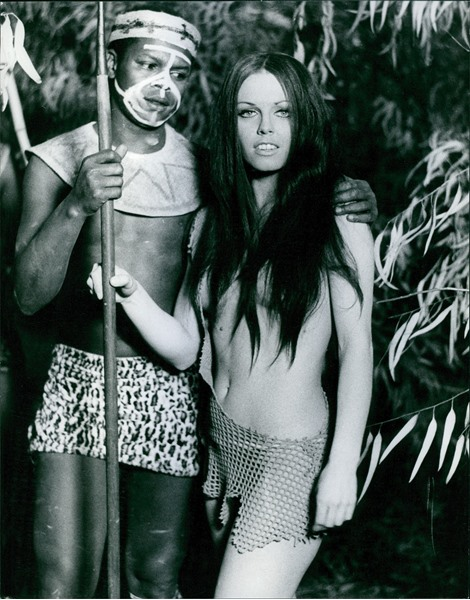
Micaela Pignatelli dans Gungala, la panthère nue (1968).

Ruggero Deodato continuer aussi à travailler avec Sergio Corbucci. Après son rôle dans I ragazzi dei Parioli (1959), il devient assistant réalisateur pour Gli onorevoli (1963) et Django (1966), dans lequel tous les extérieurs en Espagne ont été tournés par lui. Il travaille aussi avec Riccardo Freda, mais surtout avec Antonio Margheriti. Avec ce dernier, Deodato co-réalise - sans être crédité - le péplum La Terreur des Kirghiz (1964) et participe en tant qu'assistant réalisateur à des films tels que Danse macabre et Marchands d'esclaves (1964), ainsi qu'à la tétralogie Gamma Uno (du nom de la station spatiale utilisée comme décor), une série de films de science-fiction à petit budget tournés simultanément entre 1965 et 1967 par Margheriti pour le marché américain, comprenant Les Criminels de la galaxie (1965), La Guerre des planètes (1966), La Planète errante (1966) et La mort vient de la planète Aytin (1967).
En 1968, Deodato fait ses véritables débuts de réalisateur sous le pseudonyme de « Roger Rockefeller » avec Gungala, la panthère nue (1968), suite de Gungala, la vierge de la jungle réalisé par Riccardo Freda l'année précédente. En deux ans, il réalise cinq autres films, explorant différents genres tels le musicarello (Donne, botte e bersaglieri et Vacanze sulla Costa Smeralda), le western (I quattro del pater noster), le film d'aventures (Phénoménal et le trésor de Toutânkhamon)  et le film historico-érotique (Faut pas jouer avec les vierges), affinant son propre style.

### Détour par la télévision et la publicité
De 1969 à 1975, Ruggero Deodato travaille principalement pour la télévision et réalise des publicités. Le réalisateur a déclaré que son choix était dû au succès de sa femme, Silvia Dionisio. « C'était la seule chose que je pouvais faire. Ma femme était devenue une vedette, les producteurs ne m'appelaient que si elle était là… Je devais tout changer pour prouver que je valais quelque chose ».
Pour la télévision, Deodato réalise la deuxième saison du feuilleton Il triangolo rosso (it) en 1969 et les trois saisons de All'ultimo minuto (it) entre 1971 et 1973. Les publicités qu'il met en scène sont innombrables, les plus célèbres étant celles de Piaggio, Fiat, Philips, Kraft et De'Longhi.

### Retour au cinéma
Ruggero Deodato revient à la réalisation en 1975 avec le giallo érotique Ondata di piacere, tourné à Cefalù et se déroulant sur un yacht, dans le sillage du succès du Couteau dans l'eau (1962) de Roman Polański. Le film a rencontré un bon succès et a contribué à remettre le nom de Deodato au goût du jour.
En 1976, il réalise son seul poliziottesco, Deux Flics à abattre écrit par Fernando Di Leo. Le film est l'un des plus violents du genre, mais il est aussi très ironique. Il a été frappé par la censure, qui a supprimé certaines scènes polémiques comme un œil crevé et certaines scènes érotiques. Deux Flics à abattre est un succès considérable, à tel point que Deodato prévoit une suite, qui ne sera jamais réalisée.

### «Monsieur Cannibale»

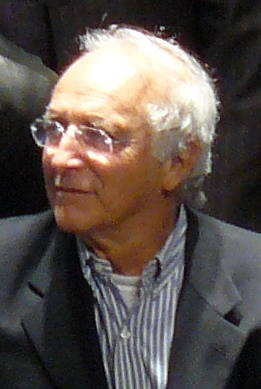
Ruggero Deodato au festival Fantastic'Arts en 2008.

En 1977, Ruggero Deodato réalise Le Dernier Monde cannibale, qui devait à l'origine être la suite d'Au pays de l'exorcisme (1972) d'Umberto Lenzi, et devait être réalisé par Lenzi lui-même. Le film de Deodato dispose des mêmes acteurs principaux que le film précédent, à savoir Ivan Rassimov et Me Me Lai. Il est aussi le premier film en Italie à montrer des actes de cannibalisme, donnant le coup d'envoi de la Trilogie cannibale (Trilogia dei cannibali) pour laquelle le réalisateur deviendra mondialement célèbre et gagnera le surnom de « Monsieur Cannibale ».
En 1978, il réalise et scénarise un melodramma strappalacrime, genre inhabituel pour lui, Le Dernier Souffle, qui ne rencontre pas un grand succès en Italie mais connaît un grand succès à l'étranger dans des pays comme le Japon. Mais c'est en 1980 qu'il signe ce qui est considéré comme son chef-d'œuvre, le controversé Cannibal Holocaust, un film contenant des scènes de meurtres d'animaux réels, pour lesquels Deodato est condamné à quatre mois de prison avec sursis. Le film a été tourné de deux manières différentes : la première partie (intitulée The Last Road to Hell) a été tournée en 35 mm, tandis que la seconde (The Green Inferno) a été tournée en 16 mm, avec des pellicules rayées et une utilisation constante de la caméra à l'épaule, afin de donner l'impression de séquences réelles et non professionnelles, dans le style d'un documenteur. Deodato a déclaré à propos de la réalisation du film : « J'ai apporté un soin maniaque à ce film pour que tout soit parfait, j'ai même abîmé la pellicule pour le rendre plus véridique ». Malgré sa controverse, Cannibal Holocaust est considéré par beaucoup comme une analyse intéressante et crue de la société contemporaine, ainsi qu'un réquisitoire lucide contre les médias de masse, plusieurs années avant Tueurs nés (1994) d'Oliver Stone. Dès les premières séquences, Deodato indique clairement quels sont les vrais sauvages dans sa vision (alors qu'un journaliste à la télévision parle de tribus cannibales, les images montrent des scènes de vie dans une ville moderne comme New York).
En 1980, il signe La Maison au fond du parc, un giallo hyper-violent aux scènes de violence d'un réalisme glaçant, qui renforce sa réputation de réalisateur extrême. Le film a été réalisé pour arrondir les fins de mois, car Cannibal Holocaust, en Italie, n'avait pas fait beaucoup de recettes en raison de ses problèmes juridiques. L'idée du film est née pendant le tournage de Cannibal Holocaust lui-même, à tel point que les deux films partagent non seulement le même réalisateur, mais aussi le même producteur et la même équipe technique.
Après Les Prédateurs du futur, un film d'aventure sorti en 1983, Deodato réalise son dernier grand film en 1985. Le film, intitulé Amazonia : La Jungle blanche, conclut la trilogie cannibale, mais il s'agit avant tout d'un film d'action qui surenchérit dans la violence et le gore par rapport à Cannibal Holocaust.

### Dernières œuvres

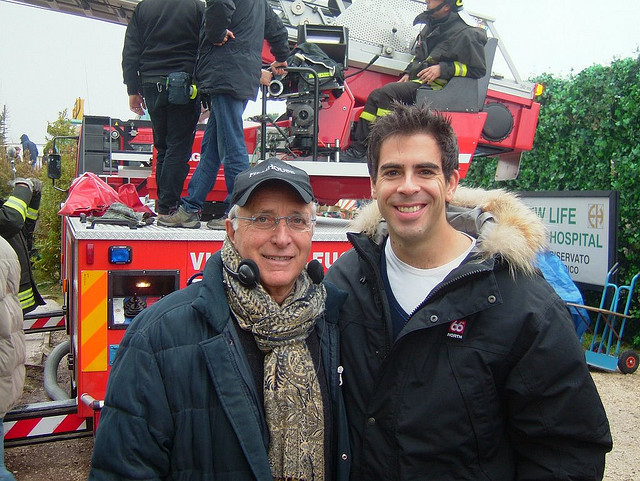
Ruggero Deodato et Eli Roth sur le tournage dHostel, chapitre II en 2006.

Les années suivantes voient Ruggero Deodato s'engager dans différents genres, avec quelques fulgurances, comme avec Body Count, également connu sous le titre Le Camping de la mort (1986), un slasher tourné en Italie dans le sillage et sur le modèle de la saga américaine Vendredi 13.
Les Barbarians, un film d'heroic fantasy qui lorgne vers Conan le Barbare (1982) de John Milius, date de l'année suivante. Le film a été tourné dans les Abruzzes avec un bon budget pour l'époque, ce qui lui a donné l'occasion de montrer son talent pour mettre en valeur les paysages de la région. Avec Le Tueur de la pleine lune (1988), il explore le genre du giallo psychologique.
Il réalise ensuite Les Petites Canailles (1991) et Vortice mortale (1993), qui ne sont jamais sortis au cinéma.
À partir du milieu des années 1990, après la disparition des films de genre en Italie, Deodato revient à la télévision et réalise de nombreux feuilletons mélodramatiques, dont I ragazzi del muretto (it) et Noi siamo angeli (it) avec Bud Spencer. Il met aussi en scène Padre Speranza (it), bloqué par la Rai pendant plusieurs années, peut-être pour éviter la concurrence avec le feuilleton plus célèbre et moins controversé Un sacré détective.
En 2007, Ruggero Deodato figure en tant qu'acteur au générique de Hostel, chapitre II, réalisé par Eli Roth. Sa participation au film doit beaucoup à Quentin Tarantino, le producteur du film. Dans le film, Deodato interprète un cannibale italien qui mange un homme.
En 2016, il présente en première mondiale son film Ballad in Blood au festival du film de Lucca (it)n librement inspiré du meurtre de Meredith Kercher à Pérouse en 2007.
En 2018, il sort le scénario de la suite jamais réalisée de Cannibal Holocaust sous la forme d'un récit illustré avec des dessins de Miguel Ángel Martín (it). Le volume a été publié par Nicola Pesce Editore sous le titre Cannibal Holocaust 2.

### Mort
Ruggero Deodato meurt le 29 décembre 2022 d'une pneumonie et d'une insuffisance rénale à l'âge de 83 ans.

### Vie privée
En 1968, Ruggero Deodato rencontre sur un tournage l'actrice Silvia Dionisio qu'il épouse le 5 décembre 1971. De leur union naît  un fils, Saverio Deodato Dionisio (it), également acteur. Le couple divorce en 1979.
En 2001, sa deuxième fille Beatrice naît de sa deuxième épouse, Valentina Lainati.

## Filmographie

### Cinéma

#### En tant qu'acteur
- 1955 : Destinazione Piovarolo de Domenico Paolella
- 1955 : Il coraggio de Domenico Paolella
- 1959 : I ragazzi dei Parioli de Sergio Corbucci
- 1980 : Cannibal Holocaust de Ruggero Deodato (apparition)
- 2007 : Hostel, chapitre II (Hostel: Part II) d'Eli Roth : le cannibale italien (apparition)
- 2010 : The Museum of Wonders (it) de Domiziano Cristopharo
- 2013 : Nero infinito (it) de Giorgio Bruno
- 2013 : Chimères d'Olivier Beguin : le boucher
- 2014 : Phantasmagoria de Mickaël Abbate, Domiziano Cristopharo et Tiziano Martella
- 2014 : Lilith's Hell de Vincenzo Petrarolo : lui-même
- 2016 : Ballad in Blood de Ruggero Deodato : l'homme en fauteuil roulant
- Viatti Arrabbiatti de Gurcius Gewdner : Dom Ruggerini Deoddi
- Keoma Rises d'Enzo G. Castellari : Ruddy

#### En tant qu'assistant réalisateur
- 1959 :  Le Général Della Rovere de Roberto Rossellini
- 1961 : Viva l'Italia de Roberto Rossellini
- 1963 : Gli onorevoli de Sergio Corbucci
- 1964 : Danse macabre et Marchands d'esclaves d'Antonio Margheriti
- 1965-1967 : Gamma uno d'Antonio Margheriti
  - Les Criminels de la galaxie (1965)
  - La Guerre des planètes (1966)
  - La Planète errante (1966)
  - La mort vient de la planète Aytin (1967)
- 1966 : Django de Sergio Corbucci

#### En tant que réalisateur
- 1964 : La Terreur des Kirghiz (Ursus, il terrore dei kirghisi) - co-réalisé avec Antonio Margheriti (non crédité)[15]
- 1968 : Gungala, la panthère nue (Gungala la pantera nuda)
- 1968 : Phénoménal et le Trésor de Toutânkhamon (Fenomenal e il tesoro di Tutankamen)
- 1968 : Donne, botte e bersaglieri
- 1968 : Vacanze sulla Costa Smeralda
- 1969 : I quattro del pater noster
- 1969 : Faut pas jouer avec les vierges (Zenabel)
- 1975 : Ondata di piacere
- 1976 : Deux Flics à abattre (Uomini si nasce poliziotti si muore)
- 1977 : Le Dernier Monde cannibale (Ultimo mondo cannibale)
- 1978 : Le Dernier Souffle (L'ultimo sapore dell'aria)
- 1979 : SOS Concorde (Concorde Affaire '79)
- 1980 : Cannibal Holocaust
- 1980 : La Maison au fond du parc (La casa sperduta nel parco)
- 1983 : Les Prédateurs du futur (I predatori di Atlantide)
- 1985 : Amazonia : La Jungle blanche (Inferno in diretta)
- 1986 : Le Loup du désert (Lone Runner - Lo scrigno dei mille diamanti)
- 1986 : Body Count ou Le Camping de la mort (Camping del terrore)
- 1987 : Les Barbarians (The Barbarians)
- 1988 : Le Tueur de la pleine lune (Un delitto poco comune)
- 1988 : Angoisse sur la ligne (Minaccia d'amore)
- 1992 : Les Petites Canailles (Mamma ci penso io)
- 1993 : Vortice mortale
- 2016 : Ballad in Blood

### Télévision

#### En tant que réalisateur
- 1969 : Il triangolo rosso (it) (feuilleton)
- 1971 : All'ultimo minuto (it) (série)
- 1988 : Il ricatto (it) (mini série)
- 1989 : Oceano (mini série)
- 1991 : I ragazzi del muretto (it) (série)
- 1997 : Noi siamo angeli (it) (mini série)
- 1998 : Pensando all'Africa (mini série)
- 1999 : Terre d'espérance (Sotto il cielo dell'Africa) (série, 10 épisodes)
- 2005 : Les Destins du cœur (Incantesimo) (série, 8e saison)
- 2005 : Padre Speranza (it)

## Divers
- 2014 : membre du jury courts-métrages au 5e festival international du film fantastique d'Audincourt Bloody week-end.

## Publication
- Ruggero Deodato et Gilles Esposito, « Ruggero Deodato : réalisateur et scénariste, interview », Mad Movies : Gore, le cinéma de tous les extrêmes, hors série no 63, octobre 2021, p. 46-51.